# Asplenium vareschianum
Asplenium vareschianum là một loài thực vật có mạch trong họ Aspleniaceae. Loài này được A. Rojas mô tả khoa học đầu tiên năm 2008.